# Wolfgang Lohmeyer
Wolfgang Robert Lohmeyer (* 15. November 1919 in Berlin; † 8. Januar 2011 in Traunstein) war ein deutscher Schriftsteller, Lektor und Schauspieler. Zu seinen großen Erfolgen zählen die drei Romane Die Hexe, Der Hexenanwalt und Das Kölner Tribunal (Hexentrilogie).

## Leben
Der Sohn von Robert Lohmeyer agierte ab seinem dreizehnten Lebensjahr als Kinderdarsteller in mehreren deutschen Filmen. Er studierte Germanistik, Geschichte und Philosophie. Für das Fernsehspiel von 1974 Cautio Criminalis oder Der Hexenanwalt schrieb er das Drehbuch. Wolfgang Lohmeyer war mit Ursula Lohmeyer (geborene Zache) verheiratet. Aus der Ehe gingen die Kinder Till R. Lohmeyer und Cordula Zickgraf (geborene Lohmeyer) hervor.

## Publikationen (Auswahl)
- Erste Gedichte, Baden-Baden: Verlag Hans Bühler junior, 1947
- Bänkelsang der Zeit, Karlsruhe: Stahlberg Verl., 1948
- Das Filmkind, Berlin: Rütten und Loening, 1998
- Entscheidung am Nil, Berlin: Ullstein, 2001
- Gedichte aus 60 Jahren,  W. Lohmeyer, 2003
- Der Hexenanwalt, Erftstadt: Area, 2003
- Die Hexe, Erftstadt: Area, 2003
- Das Kölner Tribunal,  Erftstadt: Area, 2003

## Filmografie
- 1932: Der Sprung ins Nichts
- 1932: Nachtkolonne
- 1932: Was sagt Onkel Emil dazu?
- 1933: Heideschulmeister Uwe Karsten
- 1939: Sehnsucht nach Afrika
- 1974: Cautio Criminalis oder Der Hexenanwalt
- 1977: Der Weilburger Kadettenmord